# Basigine
La basigine (BSG) ou « inducteur de métalloprotéinase à matrice extracellulaire » (EMMPRIN) ou « groupe de différenciation 147 » (CD147) ou encore 5F7, M6, OK, TCSF, basigin (Ok blood group), EMPRIN, SLC7A11 est une Protéine transmembranaire qui, dans l’espèce humaine, est codée par le gène BSG,.
Elle est exprimée par de nombreux types de cellules, notamment les cellules épithéliales, les cellules endothéliales et les leucocytes.
Elle semble exprimée dans tous les organes mais elle l’est surtout par le cœur (RPKM 230.6), le côlon (RPKM 194.1), devant le testicule, le rein et le placenta.

## Biochimie
La basigine humaine est une protéine qui contient, sous sa forme fonctionnelle, 269 résidus d'acides aminés formant deux domaines de type immunoglobuline de type C2 fortement glycosylés au niveau de la partie extracellulaire N-terminale.

Une deuxième forme de basigine a également été caractérisée qui contient un domaine supplémentaire de type immunoglobuline dans sa partie extracellulaire.
Cette protéine est notamment un déterminant du système de groupe sanguin Ok.

Mais la basigine s’est aussi avérée être, en surface des globules rouges, un récepteur essentiel pour le parasite du paludisme humain : Plasmodium falciparum.

## Classification
La basigine est classée dans la superfamille des immunoglobulines, avec une structure liée à la forme primordiale putative de la famille.
Plusieurs variantes de transcription codant différentes isoformes ont été trouvées pour son gène.

## Fonctions
Sachant que les membres connus de la superfamille des immunoglobulines jouent tous un rôle fondamental dans la reconnaissance intercellulaire, et qu’ils sont impliqués dans divers phénomènes immunologiques, de différenciation et du développement, on pense que la basigine joue également un rôle dans la reconnaissance intercellulaire,.
Cette protéine semble avoir une grande variété de fonctions. 

Outre sa capacité à induire des métalloprotéinases, on sait que la basigine régule aussi :
- la spermatogenèse ;
- l’expression du transporteur de monocarboxylate ;
- la réactivité des lymphocyte [4] ;
- l’implantation de l'embryon[5] ;
- la formation du système nerveux[5].

Elle est impliquée dans certaines pathologies (progression des tumeurs, paludisme, certaines viroses, dont par des coronavirus, parmi lesquels le SARS-CoV-2).

## Interactions
Ce récepteur membranaire, intégral de type I, possède de nombreux ligands, dont les protéines de cyclophiline (CyP) Cyp-A et CyP-B et certaines intégrines,,. 
Il est démontré que la basigine interagit avec l’ubiquitine C .
Dans le modèle murin, on a constaté que dans la rétine de souris, la basigine forme un complexe avec des transporteurs de monocarboxylate ; elle semble nécessaire pour le placement correct des MCT dans la membrane. Chez la souris dépourvue de basigine, l'échec des MCT à s'intégrer à la membrane peut être directement lié à un échec du transfert des nutriments dans l'épithélium pigmenté rétinien (les lactates transportés par les MCT 1, 3 et 4 sont des nutriments essentiels pour le développement de l'EPR), entraînant une perte de vue chez l'animal dépourvu de basigine.
La basigine forme un complexe suppresseur de transition épithéliale-mésenchymateuse moléculaire [réf. nécessaire] qui, s'il est interrompu, entraîne l'induction d'un comportement invasif des cellules épithéliales de la prostate associé à mauvaise survie au cancer de la prostate.

## Rôle dans le paludisme
En 2011, il a été démontré que la basigine est un récepteur essentiel à l'invasion des globules rouges par la plupart des souches de Plasmodium falciparum, l'espèce la plus virulente des parasites plasmodium qui causent le paludisme chez l'Homme. Le parasite du paludisme dispose d'une protéine de surface dite PfRh5 qui lui permet de se fixer sur la basigine puis d'infecter le globule rouge.

On espère développer un biomédicament (vaccin) à base d'anticorps ciblant le ligand Rh5 qui permet au parasite de s'attacher à la basigine.

## Rôle dans l'infection par le SARS-CoV-2 (COVID-19)
Le 14 mars 2020, une équipe de 30 chercheurs chinois (6 membres de l'Institut de Biotechnologies de Pékin et 24 de la Quatrième université de médecine militaire de Xi'an) a pré-publié un article montrant que la basigine semble pouvoir être une voie d'entrée dans les cellules pour le SARS-CoV-2 (le virus responsable de la COVID-19). 
Ce dernier disposerait alors d'un autre voie d'entrée dans ses cellules-cibles que celle qu'on lui connaissait.
La basigine était déjà connue pour jouer un rôle dans certaines infections virales ; on a notamment montré en 2011 qu'elle est un récepteur essentiel de la surface des globules rouges, récepteur ciblé par Plasmodium falciparum, le parasite qui cause le paludisme humain, ; et on a repéré 15 ans plus tôt qu'elle pouvait être un récepteur du SRAS et on la sait liée à la réactivité des lymphocytes.
Si la « protéine de pointe » du virus émergeant SARS-CoV-2 peut reconnaître la basigine (CD147) exprimée en surface de cellules hôtes, alors le méplazumab (anticorps anti-CD147 humanisé) devrait pouvoir inhiber la réplication virale. Il a été testé in vitro à cet effet contre des virus SARS-CoV-2 infectant des cultures cellulaires . (cultures de cellules Vero E6) et le méplazumab a significativement inhibé l'infection des cellules hôtes en par le virus (avec une CE50 de 24,86 μg/mL et une CI50 de 15,16 μg/mL) ; et la microscopie immunoélectronique, et plusieurs tests (co-immunoprécipitation, test Elisa) ont confirmé que les deux protéines se lient, avec une constante d'affinité évaluée à 1,85 × 10-7M . Selon les auteurs, empêcher cette liaison pourrait être une cible pour des antiviraux spécifiques.

Début avril 2020, le rôle et la signification exacts de la basigine dans la COVID-19 n'est pas encore clair, mais ses liens avec le paludisme et la rétine font évoquer la chloroquine ou d'autres antipaludiques testés contre ce virus.